# Country-Musik 1944
Die Liste bietet eine Übersicht über das Jahr 1944 im Genre Country-Musik.

## Ereignisse
- 8. Januar – Billboard veröffentlicht erstmals die Most Played Juke Box Folk Records, Vorgänger der Hot Country Songs. Der erste Nummer-eins-Hit wurde Pistol Packin' Mama von Bing Crosby und den Andrews Sisters. Als erster schwarzer Musiker landet Louis Jordan mit dem Ration Blues einen Hit.
- Der KOMA Bluff Creek Round Up geht in Oklahoma City, Oklahoma, erstmals auf Sendung
- Das WFAA Saturday Night Shindig geht in Dallas, Texas, erstmals auf Sendung

## Top-Hits des Jahres

### Nummer-1-Hits
- 8. Januar – Pistol Packin' Mama – Bing Crosby und die Andrews Sisters
- 5. Februar – Pistol Packin' Mama – Al Dexter
- 26. Februar – Ration Blues – Louis Jordan
- 11. März – Rosalita – Al Dexter
- 18. März – They Took the Stars Out of Heaven – Floyd Tillman
- 25. März – So Long Pal – Al Dexter
- 1. April – Too Late to Worry, Too Blue to Cry – Al Dexter
- 10. Juni – Straighten Up and Fly Right – The King Cole Trio
- 29. Juli – Is You Is Or Is You Ain't (Ma' Baby) – Louis Jordan
- 2. September – Soldier's Last Letter – Ernest Tubb
- 23. September – Smoke on the Water – Red Foley
- 23. Dezember – I'm Wastin' My Tears on You – Tex Ritter

### Weitere Hits
- Born To Lose – Ted Daffan
- G.I. Blues – Floyd Tillman
- I Hang My Head And Cry – Gene Autry
- I'll Forgive You But I Can't Forget – Roy Acuff
- I'm Sending You Red Roses – Jimmy Wakely
- I'm Thinking Tonight Of My Blue Eyes – Gene Autry
- If It's Wrong To Love You – Charley Mitchell
- Is It Too Late Now? – Jimmie Davis
- Look Who's Talkin‘ – Ted Daffan
- New San Antonio Rose – Bob Wills and his Texas Playboys
- No Letter Today – Ted Daffan
- The Prodigal Son – Roy Acuff
- She Broke My Heart In Three Pieces – The Hoosier Hot Shots
- There's A Blue Star Shining Bright – Red Foley
- There's A Chill On The Hill – Jimmie Davis
- There's A New Moon Over My Shoulder – Tex Ritter
- Texas Blues – Foy Willing
- Try Me One More Time – Ernest Tubb
- When My Blue Moon Turns To Gold Again – Cindy Walker
- We Might As Well Forget It – Bob Wills and his Texas Playboys
- Write Me Sweetheart – Roy Acuff
- Yesterday's Tears – Ernest Tubb
- You're From Texas – Bob Wills and his Texas Playboys

## Geboren
- 16. Januar – Jim Stafford
- 12. Februar – Moe Bandy
- 28. Mai – Rita MacNeil
- 7. Juni – Clarence White
- 4. September – Gene Parsons
- 8. Oktober – Susan Raye
- 1. November – Kinky Friedman
- 4. Dezember – Chris Hillman
- 11. Dezember – Brenda Lee